# Harry Larsen
Harry Larsen   (Kirkerup, 4 de setembre de 1915 - Copenhaguen, 12 d'agost de 1974) fou un remer danès que va competir durant la dècada de 1930.
El 1936 va prendre part en els Jocs Olímpics de Berlín on, fent parella amb Peter Olsen, guanyà la medalla de plata en la prova del dos sense timoner del programa de rem. En el seu palmarès també destaca el títols nacional de 1936 del dos sense timoner. En el seu palmarès també destaca el subcampionat en la prova de dos sense timoner al Campionat d'Europa de rem de 1937.